# بخش د لوبریا
بخش د لوبریا (به اسپانیایی: Partido de Lobería) یک منطقهٔ مسکونی در آرژانتین است که در استان بوئنوس آیرس واقع شده‌است. بخش د لوبریا ۴٬۷۵۵ کیلومتر مربع مساحت و ۱۷٬۰۰۸ نفر جمعیت دارد.